# Михайлівська церква (Голінка)
Церква святого Архангела Михаїла — перша православна парафія села Голінка, заснована 1637, а також одна з двох дерев'яних православних сакральних споруд у становому козацькому містечку Голінка Конотопського повіту Чернігівської губернії (тепер Бахмацький район Чернігівської області). Зведена 1649 як загальностанова з ініціативи козаків Голінської сотні Прилуцького полку. Нова будівля - з 1782 року, яка проіснувала до нової перебудови 1906. Як храм ліквідована окупаційною комуністичною владою 1930, переобладнана під клуб. Сама будівля Свято-Михайлівської церкви знесена у 1980-тих роках. На її фундаменті - новий сільський клуб, який функціонує дотепер.

## Історія

### У складі Константинопольської патріархії
Православна громада у селі Голінка була створена відразу по заснуванню поселення - 1637 року. На підставі дозволу князя Яреми Вишневецького - осадника села Голінки. Михайлівська парафія увійшла до складу Іченського благочиння Київської митрополії. 
1649 - згадка про Михайлівську церкву. Перший клірик, відомий з документів - диякон Савич (1696). Наступний - паламар Яків Хвесенко (1727, «паламар тамошний голюнскій»).

### У складі Московської патріархії
У 18 столітті настоятелями Михайлівського храму стали представники роду Самойловичі-Боровські - родичі Гетьмана України Івана Самойловича, батько якого та два рідні брати були настоятелями храмів у сотенному місті Красний Колядин (тоді Голінка входила до складу Красноколядинської сотні).  
Після будівництва у Голінці 1778 року другого храму - Спасо-Преображенського - парафіянами Михайлівської церкви стали переважно представники міщанського та селянського (крестянського) стану, тоді як козацькі родини як правило були приписані до Спаської церкви. 
На початку XX століття будівлю Михайлівської церкви 1782 року розібрано, а на її місці 1906 року збудовано великий п'ятибанний храм із дзвіницею. Роботами очевидно керував настоятель церкви - священик Іоанн Нагорський. 

### У часи російсько-більшовицької окупації
У 1930-тих приміщення храму захопили комуністи, 1934 була закрита й Спаська церква на козацькій стороні. З приходом німецької влади 1941 Михайлівську церкву вже не відкривали - церковне життя було зосереджено у Спасо-Преображенському храмі, добре збереженому після першої комуністичної окупації. 
Після Другої світової війни у Михайлівській церкві далі працював сільський клуб, при чому у вівтарній частині облаштовано сцену. З огляду на загрозливий стан споруди голова місцевого колгоспу Іван Федько приймає рішення повністю розібрати будівлю і збудувати на її фундаменті нову. У 1980-тих роках задум здійснено. Під час масштабного будівництва остаточно сплюндрований Михайлівський церковний цвинтар - велика маса людських кісток та черепів безладно розтягувалася технікою по селу, їх висипали, зокрема, у дамбу через річку Зарукавна (на межі плеса Гапониха та Яцунка). 

## Священики
- Самойловичі-Боровські (1700-ті роки);
- Костянтин Доброгай (1910).

## Диякони
- Савич (згадка 1696).

## Паламарі
- Яків Хвесенко (згадка 1727).

## Дзвони
Масивні дзвони викрадені комуністами 1929 року, під час кампанії погрому церков на території Конотопської округи. Кажуть, що їх скидали на землю місцеві комсомольці, а рештки цінного металу відправляли до Конотопу. 